# Mladovo, Sliven
Mladovo (în bulgară Младово) este un sat în comuna Sliven, regiunea Sliven,  Bulgaria. 

## Demografie
Componența etnică a satului Mladovo
     Bulgari (65,83%)
     Romi (7,5%)
     Nicio identificare (26,66%)
     Altele (0%)
La recensământul din 2011, populația satului Mladovo era de 600 locuitori. Din punct de vedere etnic, majoritatea locuitorilor (65,83%) erau bulgari, cu o minoritate de romi (7,5%). Pentru 26,66% din locuitori nu este cunoscută apartenența etnică.